# Charles Townshend (militar)
Sir Charles Vere Ferrers Townshend (21 de febrero de 1861-18 de mayo de 1924) fue un militar que durante la Primera Guerra Mundial dirigió una campaña militar exagerada en Mesopotamia. Sus tropas fueron asediadas y capturadas en el Sitio de Kut (diciembre de 1915 a abril de 1916), que fue posiblemente la peor derrota sufrida por los aliados.
De forma controvertida y en contraste con el miserable cautiverio soportado por sus hombres, Townshend fue retenido en la isla de Prinkipo del mar de Mármara, donde fue tratado como un huésped estimado hasta su liberación en octubre de 1918. Fue brevemente diputado conservador desde 1920 hasta 1922.

## Biografía
Tras estudiar en la Academia Militar de Sandhurst, Townshend participó en la Expedición a Sudán de 1884 y en la Expedición a Hunza Nagar de 1891.
Después se trasladó a la India, donde sirvió en el Cuerpo de Estado Mayor de la India como comandante del Fuerte de Chitral. En 1895 el fuerte fue asediado durante un levantamiento de la población local contra el control británico. Townshend organizó bien la defensa y fue condecorado con la Orden del Baño.
Después de trasladarse a Egipto, volvió a luchar en Sudán en la batalla de Omdurman en 1898 y recibió la Orden del Servicio Distinguido.
En 1909 Townshend fue ascendido a general de brigada y en 1911 al rango de general de división.

## Primera Guerra Mundial

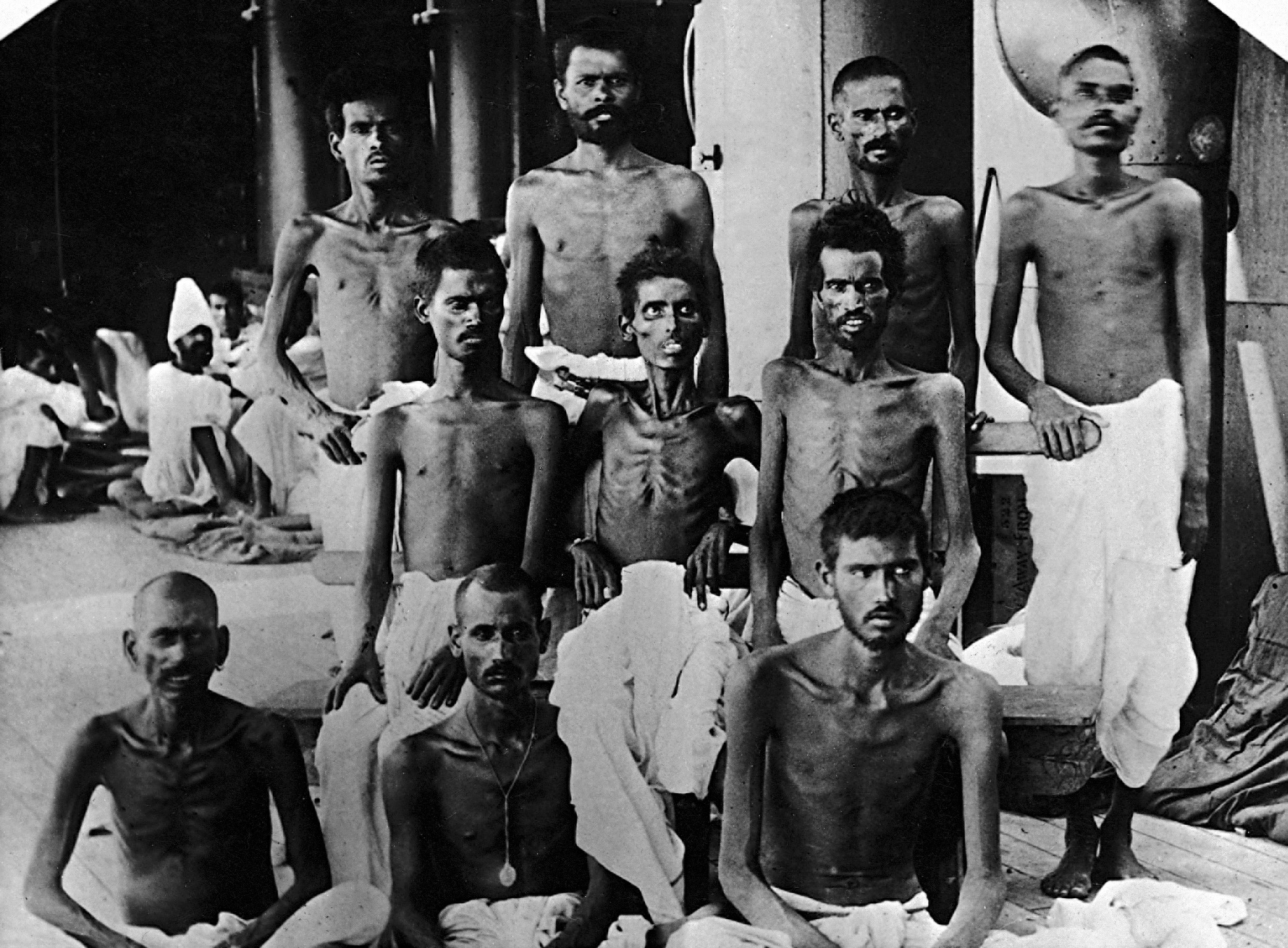
Una fuerza británica fue sitiada en Kut Al Amara por un ejército turco el 15 de diciembre de 1915 y se rindió el 29 de abril de 1916. Durante su cautiverio en Anatolia, muchos prisioneros, en su mayoría indios, murieron por condiciones adversas. Fueron fotografiados tras su liberación en un estado lamentable.

Al estallar la Primera Guerra Mundial, Townshend fue nombrado comandante de la 6ª División India, uno de los mejores cuerpos del ejército indio, y fue enviado a Mesopotamia a principios de 1915.

### En Mesopotamia
En Mesopotamia, Townshend estaba bajo el mando del general John Nixon, cuyo objetivo era avanzar por el río Tigris hasta Bagdad. La operación prosiguió a buen ritmo y el 3 de junio de 1915 las fuerzas británicas ocuparon Amara. Tres meses después, Kut también cayó bajo el control de Nixon.
Townshend aconsejó a Nixon que detuviera el avance, pero éste decidió continuar hacia Bagdad. El 20 de noviembre de 1915 Townshend, al frente de la 6ª División India, llegó a Ctesifonte, a unos 40 km al sur de Bagdad. Aquí se encontró con una importante división otomana, dirigida por el mariscal de campo alemán Colmar Freiherr von der Goltz. Townshend, habiendo perdido un tercio de sus hombres, se retira hacia Kut.

### El asedio de Kut
El 7 de diciembre de 1915, el barón von der Goltz llegó a Kut y sitió la ciudad. Townshend pidió refuerzos al general Nixon, diciendo que tenía provisiones para treinta días (esta era una estimación muy inexacta, ya que había suficiente para vivir en Kut durante unos cinco meses).
Nixon ordenó entonces a las fuerzas británicas estacionadas en Basora que se apresuraran a ayudar a Townshend, pero los siguientes enfrentamientos con el ejército otomano se saldaron con derrotas.
El 29 de abril de 1916, tras cinco meses de asedio, Townshend se vio obligado a rendirse. Fue hecho prisionero y trasladado a Estambul, a una isla del Bósforo, donde fue tratado con todos los honores.

## Después de la guerra
En 1920, tras el final de la Primera Guerra Mundial, Townshend renunció al ejército y escribió un libro sobre sus experiencias en Mesopotamia. Ese mismo año se presentó a las elecciones parciales y fue elegido a la Cámara de los Comunes como independiente en las filas del Partido Conservador en representación de la circunscripción de The Wrekin, Shropshire.